# Muzeum her Cibien's Corner

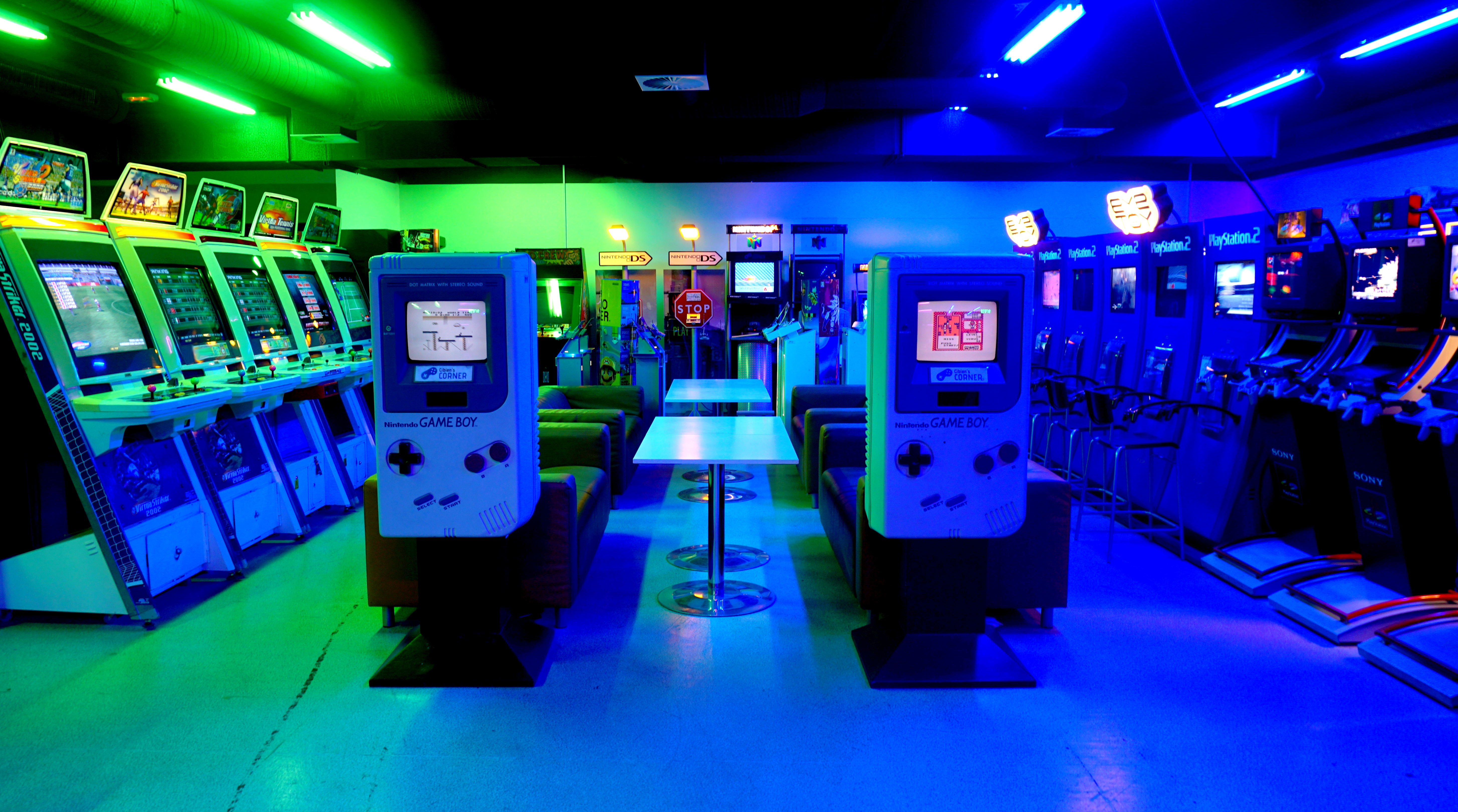
Pohled do patra v muzeu her

Muzeum her Cibien's Corner Game World je interaktivní muzeum v Praze 6 provozované Čeňkem Cibienem v rámci retroherního projektu Cibien's Corner.

## Historie
Sbírka budoucího Muzea her začala vznikat v roce 1996 ve soukromých prostorech v tuzemských i zahraničních skladech sběratele Čeňka Cibiena. Před samotným otevřením muzea měli lidé možnost prohlédnout a vyzkoušet si části sbírky na mnoha akcích, například na brněnském Animefestu. V září roku 2018 vznikl ucelenější koncept a bylo otevřeno Muzeum her v Praze 7. V květnu 2021 bylo přesunuto do větších prostor v Praze 6.
Pod názvem Muzeum her Cibien's Corner vznikl také youtube kanál s retroherním pořadem Cibien's Corner, který uvádí Čeněk společně s Janem Modrákem.
V červenci roku 2020 byla otevřena Cibien's Corner Arcade Lite – herna v Praze 4 a s arkádovými automaty. V červenci 2021 byla herna přesunuta do větších prostor v Praze 9.
V říjnu roku 2020 byl uveden do provozu Cibien's Corner Retro Game Shop, internetový obchod s retrohrami a retroherními zařízeními.

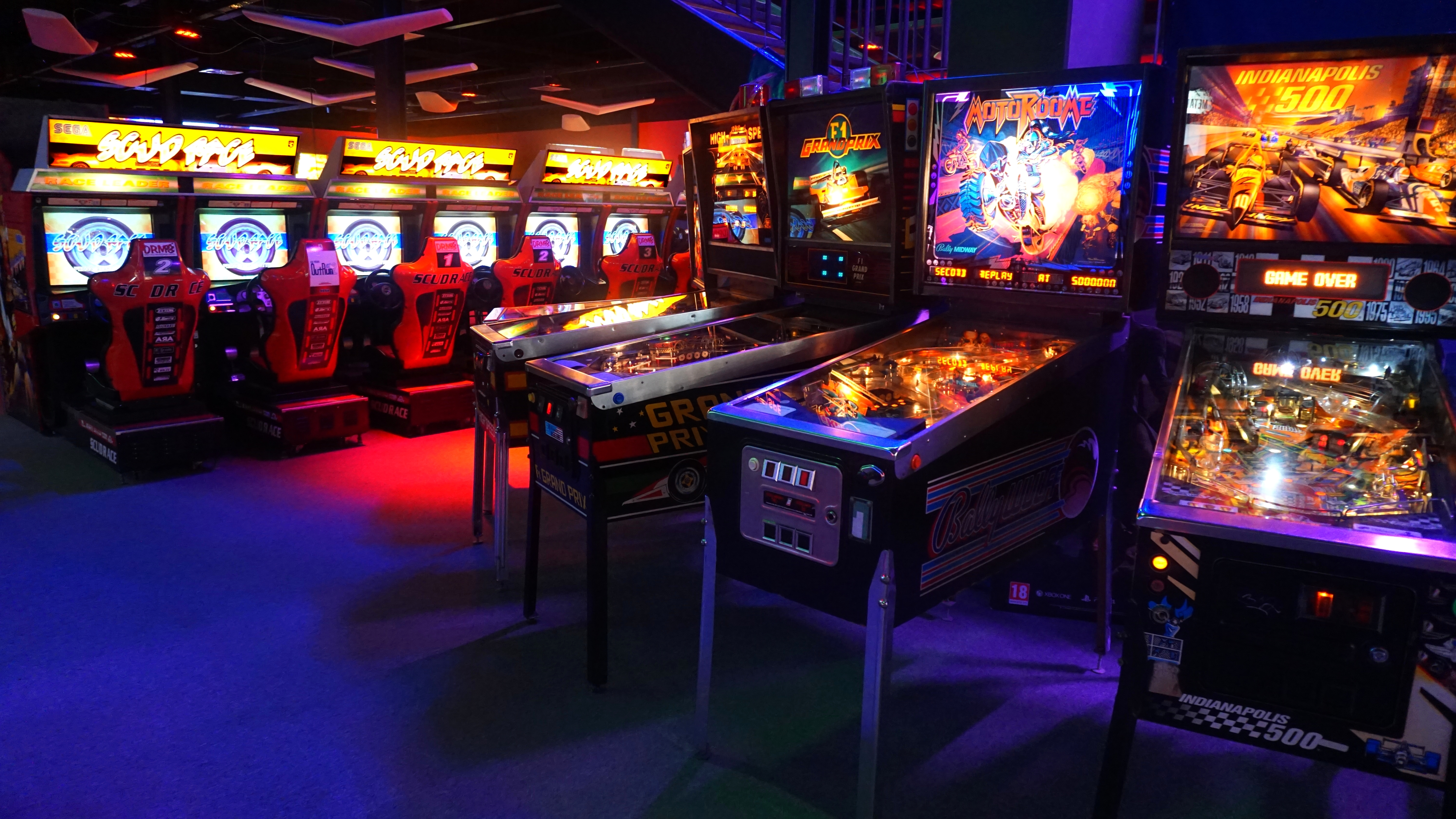
Pinbally; závodní simulátory Scud Race až pro 8 hráčů

## Expozice

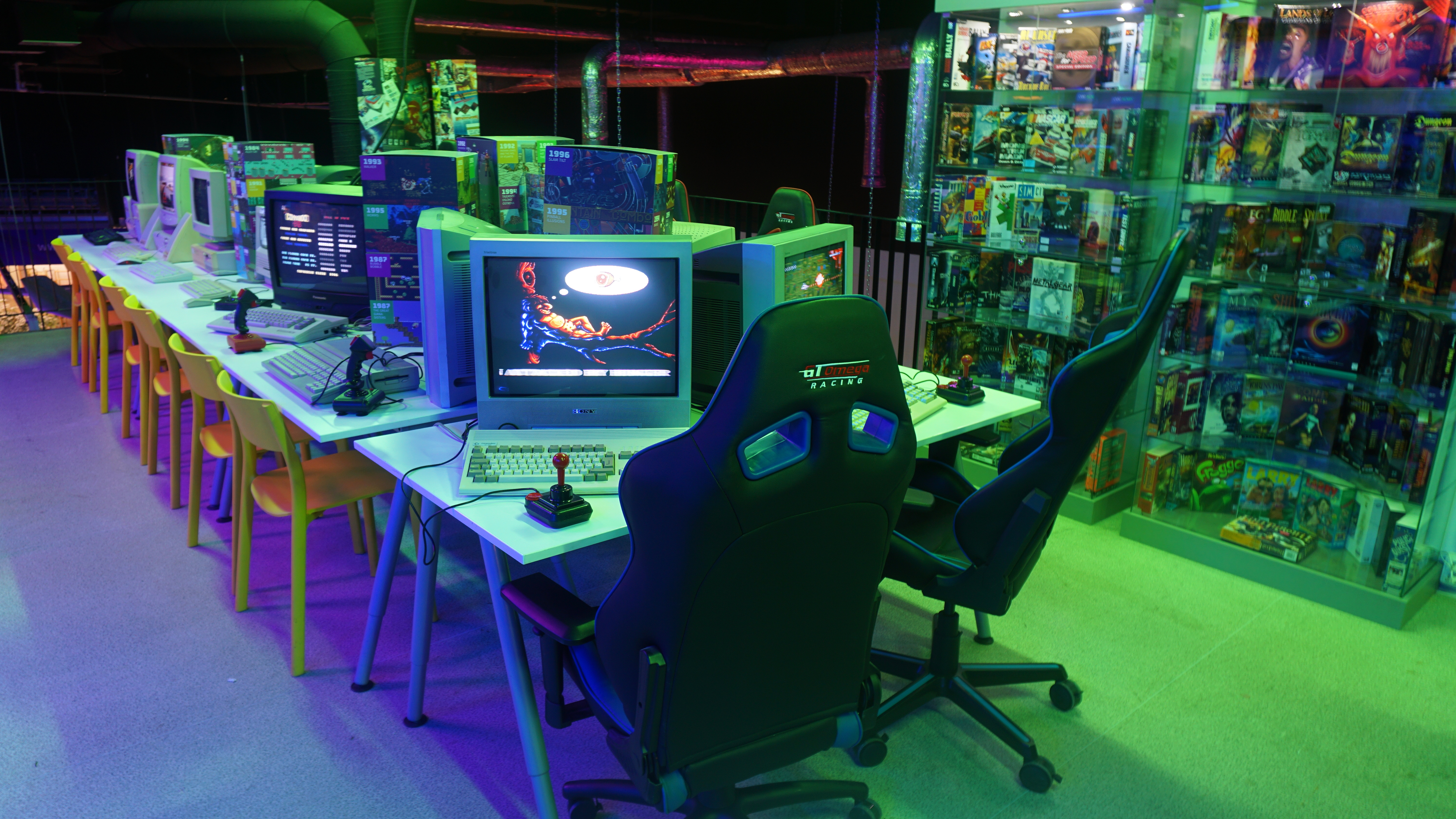
Počítačová zóna

Muzeum her není pouze pasivní výstavou – mnoho z vystavených her a herních zařízení si lze vyzkoušet. Na jaře 2021 se v muzeu vyskytuje více než 300 her na circa 200 unikátních herních zařízeních k vyzkoušení a další desítky až stovky vystavených exponátů k prohlédnutí. K vidění a vyzkoušení jsou v muzeu videohry skrz všechny platformy a technologie – konzole, počítače, arkádové automaty i mobilní telefony.
Z konzolí, na kterých si lze i zahrát, jsou v muzeu např. Amiga 500, Amiga 1200, Amiga CD-32, Atari Jaguar, Atari 2600, Game Boy, Neo Geo CD, Nintendo 64, Nintendo Entertainment System (NES), Nintendo Wii, PlayStation, Sega Mega Drive, Sega Saturn, Vectrex, Virtua Boy, Xbox a mnoho dalších, ale i novější konzole jako Xbox One, Nintendo 3DS, PlayStation 3 či Nintendo Wii U. Hry na konzolích jsou pravidelně obměňovány.

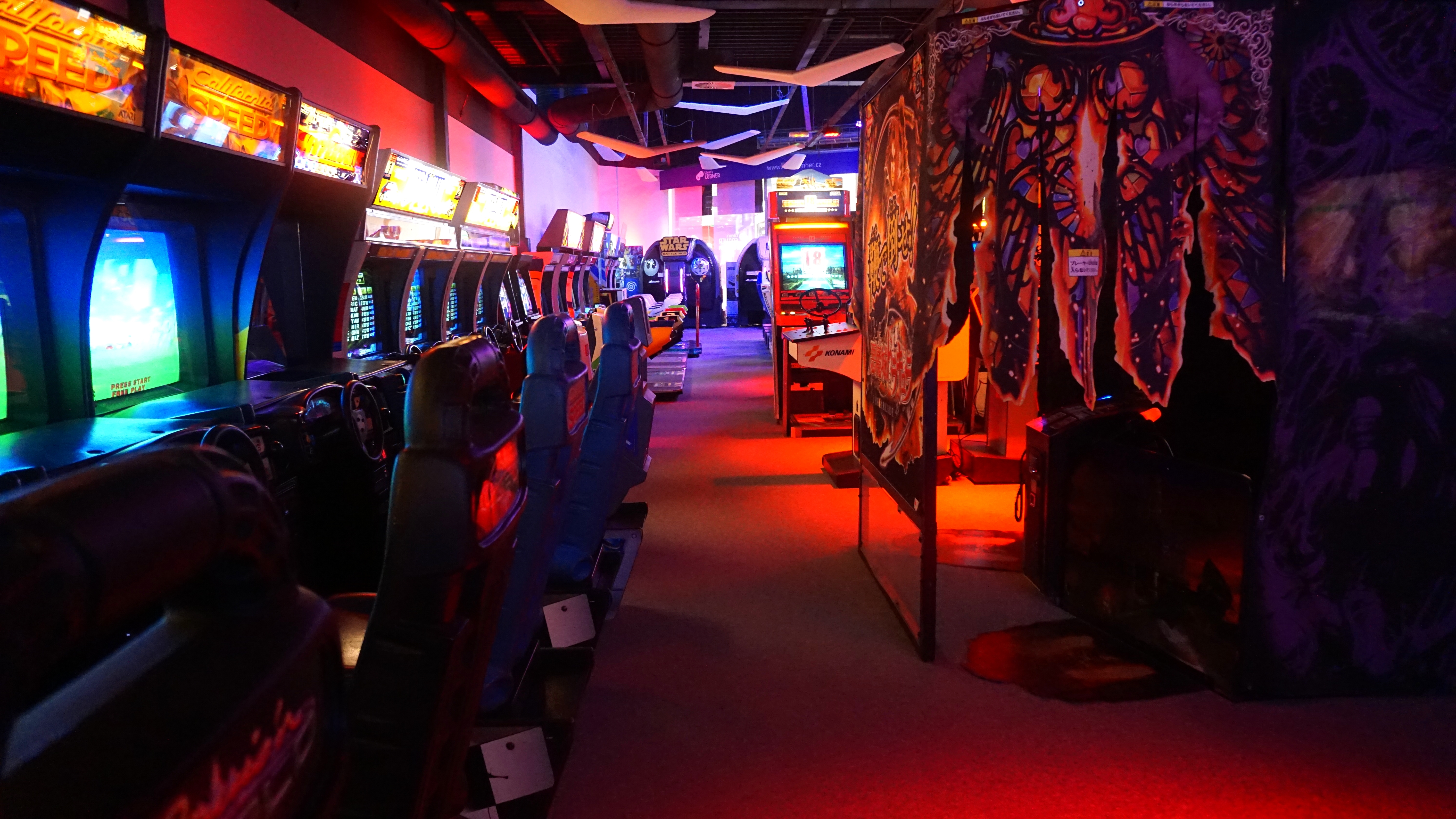
Pohled do části přízemí s arkádovými automaty

Z počítačů mj. Atari 520 ST či Commodore 64, na novějších typech počítačů je potom možné zahrát si klasické hry i po síti.
Mezi arkádové automaty v muzeu se řadí např. závodní simulátory Sega Rally a Scud Race až pro osm hráčů či Manx TT Superbike, dále pak The Lost World, Darius Burst EX, Sega Mega-Tech system, Virtua Cop, The Simpsons, Gauntlet Legends, Star Wars Battle POD, Gundam POD a další. Nechybí moderní japonské arkádové automaty jako například Starwing Paradox, Half-Life 2: Survivor nebo Metal Gear Arcade.